# Джон Рамбо
Джон Дж. Рамбо (на английски: John J. Rambo) е литературен и филмов герой, измислен от канадския писател Дейвид Морел. За първи път се появява в романа му от 1972 година „Рамбо: Първа кръв“. Особено голяма популярност придобива след екранизацията на романа и последвалите продължения на филма.
Рамбо е американски войник от специалните части на американската армия, наречени „Зелени барети“. Участва във войната във Виетнам, където оцелява в тежки сражения в джунглите. Героят на Морел е използван в популярната поредица екшън филми с участието на американския актьор Силвестър Сталоун, произведени в периода 1982 – 2019 година, включващ 5 части „Рамбо: Първа кръв“, „Рамбо: Първа кръв, втора част“, „Рамбо 3“, „Рамбо“ и „Рамбо: Последна кръв“.
Филмът се фокусира върху ветерана от Войната във Виетнам – Джон Джеймс Рамбо, който е експерт в оцеляването в крайно враждебна обстановка, воденето на партизанска война и оцеляване в тила на врага.
Дейвид Морел признава, че при избора на име на неговия герой е вдъхновен от силата и звучността, при произнасянето на името на вид ябълки, наречени „Рамбо“, които се отглеждани в щата Пенсилвания.
В популярната култура, името се е превърнало в нарицателно за тактика, военна агресия или за лице, доказващо героизъм чрез екстремно насилие и изключителни бойни умения. Въпреки това терминът може да се използва и унизително, за да се опише някой, който управлява автомобил (в САЩ се отнася предимно за шофьорите на такси), без оглед на лична безопасност и внимателно управление на превозното средство. Наименованието е използвано също и в метафоричен смисъл, за да се опише всяко действие или подход, който се счита за агресивен и безразсъден.

## Биография
Пълното име на героя е Джон Джеймс Рамбо, роден на 7 юни 1947 в град Дюи, щат Аризона, САЩ. Бащата Р. Рамбо е индианец от племето навахо, а майката Мария Драго е от германски произход.
Джон Рамбо завършва гимназия. На 8 юни 1964 година се присъединява към армията на САЩ, когато е на 17-годишна възраст. След обучение е изпратен в Южен Виетнам, през септември 1966 година. Завръща се в САЩ през 1967 година и започва обучение при специалните части на армията на САЩ (зелени барети), в специален лагер, намиращ се във Форт Браг, Северна Каролина. Преминава курс за управление на хеликоптери. В края на 1969 година, Рамбо е изпратен отново във Виетнам, но през ноември 1971 година е заловен от Северно-виетнамски сили, в близост до виетнамско-китайската граница. След залавянето му е изпратен в лагер за военнопленници, където той и други американски пленници са многократно измъчвани и унижавани от виетнамците. Избягва от плен през май 1972 година.
След завръщането си в САЩ Рамбо открива, че много американски цивилни мразят американските войници, които воюват във Виетнам, а той самият става обект на унижение от антивоенна демонстрация от хипита, които го замерват с боклуци и го наричат „убиец на бебета“. Преживяното от Рамбо и неговите другари във Виетнам води до тежки случаи на посттравматичен стрес и разстройство след прибирането им у дома.